# Gulbuddin Hekmatyar
Gulbuddin Hekmatyar, född 1 augusti 1949 i provinsen Kunduz i norra Afghanistan, är en afghansk politiker, islamist, tidigare gerillaledare och krigsherre. Han är grundare av och ledare för det islamistiska partiet Hezb-e Islami (Gulbuddin) (HIG) som han bildade 1975 medan han befann sig exil i Pakistan. Hezb-i-Islami var en väpnad styrka och Hekmatyar var en av gerillaledarna under det afghansk-sovjetiska kriget 1979–1989 som var emot den kommunistiska regeringen i Afghanistan och Sovjetunionens ockupation av landet. Efter den kommunistiska regeringens fall 1992 var han i två perioder på 1990-talet Afghanistans premiärminister, 1993–1994 och 1996–1997 (i Islamska staten Afghanistan). Under inbördeskrigen i Afghanistan på 1990-talet stred hans väpnade styrkor mot andra mujahedingrupper, och under inbördeskriget 1992–1996 var hans Hezb-i-Islami en av de väpnade styrkor som belägrade, besköt och svårt förstörde Kabul. Efter talibanernas maktövertagande i september 1996 förlorade han i inflytande och gick i exil i Iran. I september 2016 skrev han under ett avtal med den afghanska regeringen som innebar att han i maj 2017 kunde återvända till Afghanistan.

## Biografi
Gulbuddin Hekmatyar föddes i Imam Sahib-distriktet i provinsen Kunduz i norra Afghanistan, vid gränsen till Tadzjikistan. Uppgiften om hans födelseår är motsägelsefull, 1947, 1948 eller 1949, men år 1949 anges av FN. Han tillhör Kharoti-stammen, som är ghilzaipashtuner, talar flera språk (inklusive engelska), och har tre fruar och flera barn.
Den afghanske affärsmannen och stamhövdingen Gholam Serwar Nasher betecknade Hekmatyar som en intelligent ung man och sände honom först till militärutbildning och senare till universitetet i Kabul. Hekmatyar slutförde dock inte sina universitetsstudier
Hekmatyar anslöt sig 1970 till den underjordiska gruppen Muslimsk Ungdom och gick också med i vänsterpartiet Afghanistans folkdemokratiska parti (PDPA), som kom att styra landet under den senare sovjetiska ockupationen av Afghanistan.
1972 dömdes Hekmatyar till två års fängelse för att dödat en annan vänsterradikal student. När Mohammed Daoud Khan 1973 tog makten lyckades han fly till Pakistan, där han var aktiv bland de afghanska exilgrupper som där organiserade sig och knöt kontakter med pakistansk säkerhetstjänst.
Hekmatyar bildade 1975 Hezb-i-Islami i exil i Pakistan. Under och efter kriget mot den sovjetstödda regimen var Hekmatyars förhållande till andra gerillaledare spänt. Motsättningarna kulminerade efter kommunistregimens fall 1992 och bestod under Hekmatyars tid som premiärminister 1993–94 då han dödade flera tusen civila genom att bomba dem. Särskilt beskylls han för sin hårda raketbeskjutning av Kabul och han har kallas "Kabuls slaktare" eller "slaktaren av Kabul".
Efter talibanernas maktövertagande i september 1996 förlorade han i inflytande i Afghanistan och gick i exil i Iran.
År 2003 stämplades han som terrorist av USA efter att ha uttalat stöd för terrorattacker utförda av al-Qaida och talibaner. Hans eget Hezb-e Islami var på 2000-talet försvagat, men tog under 2000-talet och 2010-talet, fram till omkring 2013, på sig några terrordåd som krävde flera dödsoffer, men vissa av dessa dåd hävdades också ha utförts av andra grupper. 
I september 2016 skrev han under ett avtal med den afghanska regeringen som innebar att han fick straffrihet för sina brott och att sanktionerna mot honom hävdes i utbyte mot att han upphörde med våld och accepterade den afghanska konstitutionen. I maj 2017 återvände han till Afghanistan.
2019 ställde han upp i presidentvalet, där han besegrades och kom på tredje plats.
Efter talibanernas maktövertagande i augusti 2021 uttalde Hekmatyar sitt stöd för talibanregimen. Sedan dess har gradvis blivit allt mera och öppet kritisk mot talibanerna, framför allt deras inskränkning av rättigheter för kvinnor och flickor. I mars 2024 beslagtog talibanregeringen hans hem och kontor med hänvisning till att det vara statlig egendom. Hekmatyar hävdade sin rätt att använda fastigheten enligt ett avtal med landets förra regering.